# Daniel Santiago
Daniel Gregg Santiago i Lynn (nascut el 24 de juny de 1976 a Lubbock, Texas, Estats Units) és un exjugador professional de bàsquet de Puerto Rico nascut als Estats Units que jugava de pivot. Santiago és el quart jugador de Puerto Rico que ha jugat a l'NBA. També ha jugat a la NCAA, a la NAIA, a la Lliga de Puerto Rico, i, a l'estranger, ha jugat a Itàlia i a Espanya. Santiago ha estat també membre de la selecció de bàsquet de Puerto Rico.

## Estadístiques de la carrera
Les seves estadístiques a l'NBA són: 417 punts, 260 rebots, 38 assistències, ha robat 39 cops la pilota i ha fet 47 bloquejos. Va aconseguir un percentatge de 0,469 en tirs de camp (sense comptar els tirs lliures), i un 0,685 en tirs lliures.